# 大内角贝属
大内角贝属（学名：Megaentalina）是梭角贝科下的一个属。

## 下属物种
本属包括以下物种：
- Megaentalina cornucopiae (Boissevain, 1906)
- Megaentalina mediocarinata (Boissevain, 1906)